# Sterling City
Sterling City è una città degli Stati Uniti situata nello stato del Texas, nella Contea di Sterling, della quale è anche il capoluogo.